# Andris Blekte
Andris Blekte, född 16 april 1923 i Lettland, död 3 november 2007, var teaterman, regissör, skådespelare och pedagog. Han kom till Sverige som lettisk flykting 1945.

## Biografi
Andris Blekte var verksam som pedagog från 1940-talet, både på frilansbasis och i olika studieförbund. Han var från 1960-talet knuten till scenskolorna i Malmö och Stockholm som lärare och regissör, och var välkänd för sina avslappningsmetoder.
Han var med och grundade avantgardteatern Marsayas i Gamla Stan i Stockholm.
2009 utkom biografin "Con brio! Teatermannen Andris Blekte" författad av K. Sivert Lindberg (Carlsson Bokförlag, ISBN 9789173312622).

## Teater

### Roller
| År   | Roll | Produktion                                  | Regi             | Teater                  |
| ---- | ---- | ------------------------------------------- | ---------------- | ----------------------- |
| 1959 |      | En midsommarnattsdröm William Shakespeare   | Sandro Malmquist | Skansens friluftsteater |
| 1959 |      | Vår tids hjälte Beppe Wolgers               | Claes von Rettig | Munkbroteatern          |
| 1973 |      | Leva loppan Georges Feydeau                 | Andris Blekte    | Malmö stadsteater       |
| 1976 |      | Arsenik och gamla spetsar Joseph Kesselring | Andris Blekte    | Malmö stadsteater       |

### Regi
| År   | Produktion                                          | Upphovsmän                                                               | Teater                           |
| ---- | --------------------------------------------------- | ------------------------------------------------------------------------ | -------------------------------- |
| 1957 | Oswald och Zénaide Oswald et Zénaïde                | Jean Tardieu Översättning Ilmar Laaban                                   | Nya Teatern                      |
| 1965 | Karmelitersystrarna Dialogues des Carmélites        | Georges Bernanos Översättning Bertil Malmberg                            | Malmö stadsteater                |
| 1966 | Kejsaren på Gungbrädan                              | Charles Prost                                                            | Malmö stadsteater                |
| 1967 | Philadelphia, här är jag! Philadephia, here I come! | Brian Friel Översättning Olov Jonason                                    | Malmö stadsteater                |
| 1969 | Klänningen / Burfåglar                              | John Griffith Bowen                                                      | Malmö stadsteater                |
| 1973 | Leva loppan La puce à l'oreille                     | Georges Feydeau Översättning Stig Ahlgren                                | Malmö stadsteater                |
| 1974 | Sanningens ansikten                                 | Sandor Györbiro                                                          | Norrköping-Linköping stadsteater |
| 1974 | Jag vill träffa Mjosov Где вы, месье Миуссов?       | Valentin Katajev Översättning Stig Ahlgren                               | Malmö stadsteater                |
| 1975 | Herrn går på jakt Monsieur chasse!                  | Georges Feydeau Översättning Stig Ahlgren                                | Malmö stadsteater                |
| 1976 | Arsenik och gamla spetsar Arsenic and Old Lace      | Joseph Kesselring Översättning Lars-Levi Læstadius                       | Malmö stadsteater                |
| 1979 | Efter Magritte After Magritte                       | Tom Stoppard Översättning Anna och Sture Pyk                             | Malmö stadsteater                |
| 1980 | Söndagsbarn                                         | Gerlind Reinshagen                                                       | Malmö stadsteater                |
| 1980 | Bosman och Lena Boesman and Lena                    | Athol Fugard                                                             | Malmö stadsteater                |
| 1981 | Lördag, söndag, måndag Sabato, domenica e lunedi    | Eduardo De Filippo                                                       | Stockholms stadsteater           |
| 1981 | Kattleken Macskajáték                               | István Örkény Översättning Attila Vajk                                   | Malmö stadsteater                |
| 1982 | Ambassadören Ambasador                              | Sławomir Mrożek Översättning Magdalena Pietruska och Carl-Edvard Nattsén | Malmö stadsteater                |
| 1984 | Doktorn klipper till Tailleur pour dames            | Georges Feydeau Översättning Jacques och Marie Werup                     | Malmö stadsteater                |
| 1984 | Änkeman Jarl                                        | Vilhelm Moberg                                                           | Malmö stadsteater                |